# Naturschutzgebiet Indetal

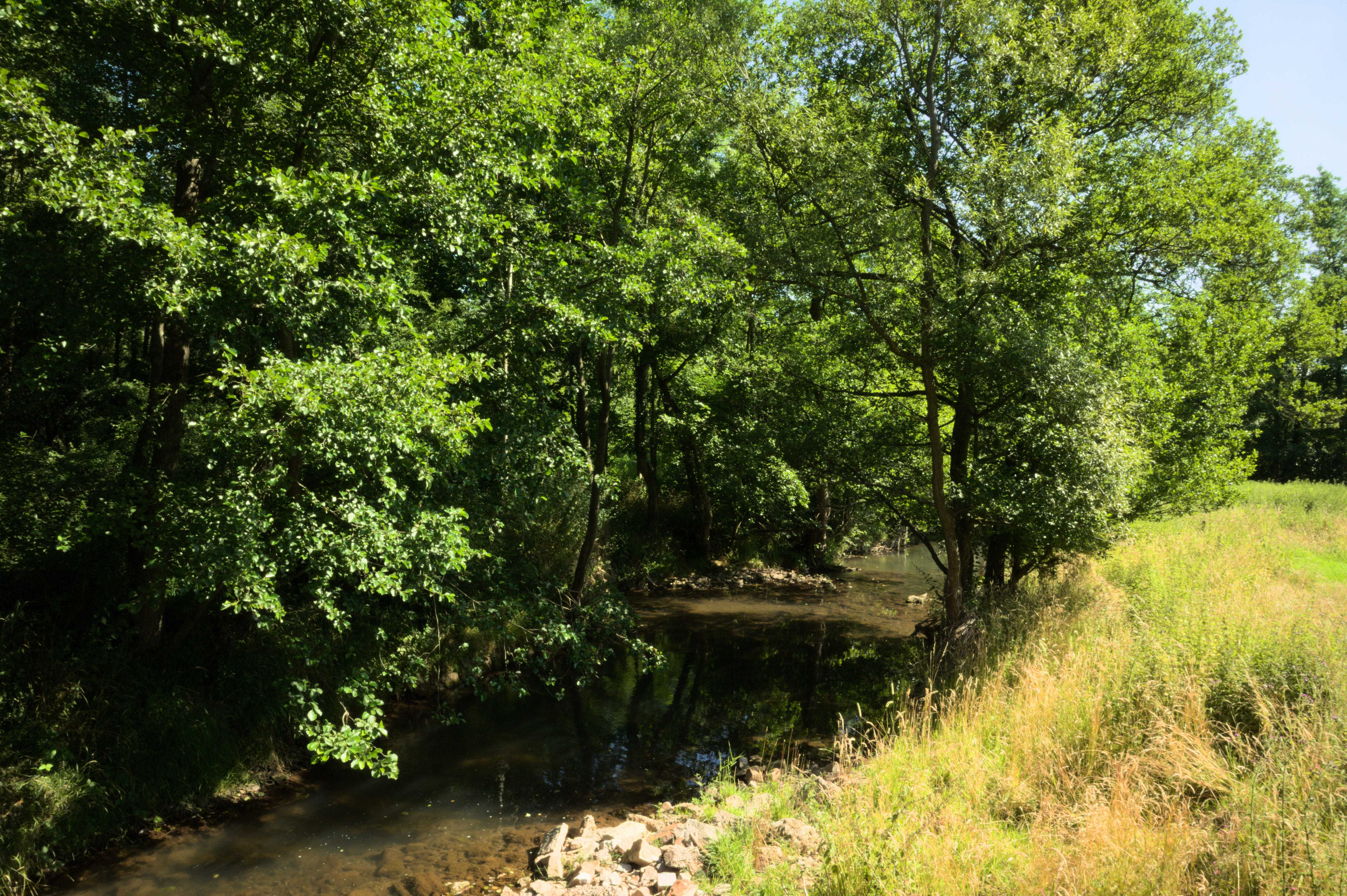
Die Inde im Naturschutzgebiet

Das Naturschutzgebiet Indetal gehört mit einer Fläche von 128 Hektar zu den großen Schutzgebieten in der Städteregion Aachen. Der mäandrierende Bachverlauf des das Gebiet durchfließenden Baches Inde weist eine reichhaltige Feuchtraumflora und -fauna auf.

## Allgemeine Information
Das Naturschutzgebiet Indetal umfasst eine Grünlandfläche mit Feuchtwiesen, die ein Biotop für zahlreiche bedrohte Tier- und Pflanzenarten darstellt. Es befindet sich in einer Senke zwischen dem Ort Krauthausen und dem Brander Stadtteil Freund entlang der Inde.
Im Westen ist das Gebiet durch die Landesstraße 233 begrenzt, im Norden durch die Landesstraße 220, hinter der das Naturschutzgebiet Brander Wald beginnt. Im Süden grenzt das Naturschutzgebiet Klauserwäldchen/Frankenwäldchen an.
In der Vergangenheit wurde der Wasserreichtum des Gebietes zum Betrieb von Wassermühlen genutzt. Im Bereich des Naturschutzgebietes liegt noch heute die Komericher Mühle. Sie verfügte über zwei Wasserräder, die die Energie für den Spinnereibetrieb lieferten. Erst 1928 wurden sie durch Elektromotoren ersetzt. Der ursprünglich 400 m lange Mühlengraben ist teilweise noch erhalten.

## Geologie
Das Gebiet zeichnet sich durch pleistozäne, basische Lehmablagerungen aus. Hangdruckquellen sorgen für eine feuchte Bodenstruktur. In den Ausspülungen des Bachufers haben sich Kolke gebildet, Ausspülungen, die in den entstandenen Stillwasserbereichen wertvolle Mikrobiotope entstehen ließen. Die Inde besitzt im Bereich des Naturschutzgebietes die Wassergüte 1–2.

## Fauna

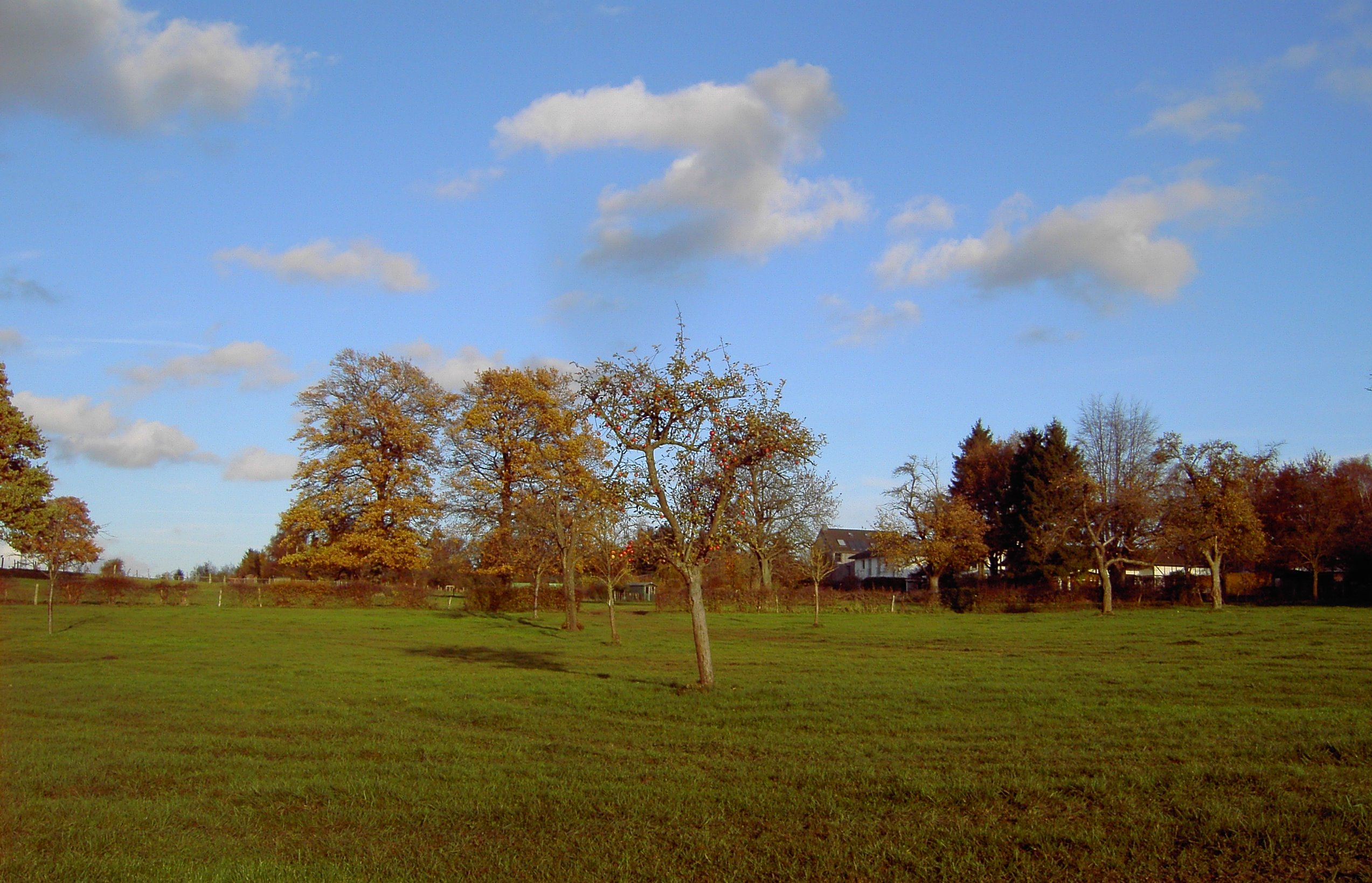
Streuobstwiesen im Naturschutzgebiet

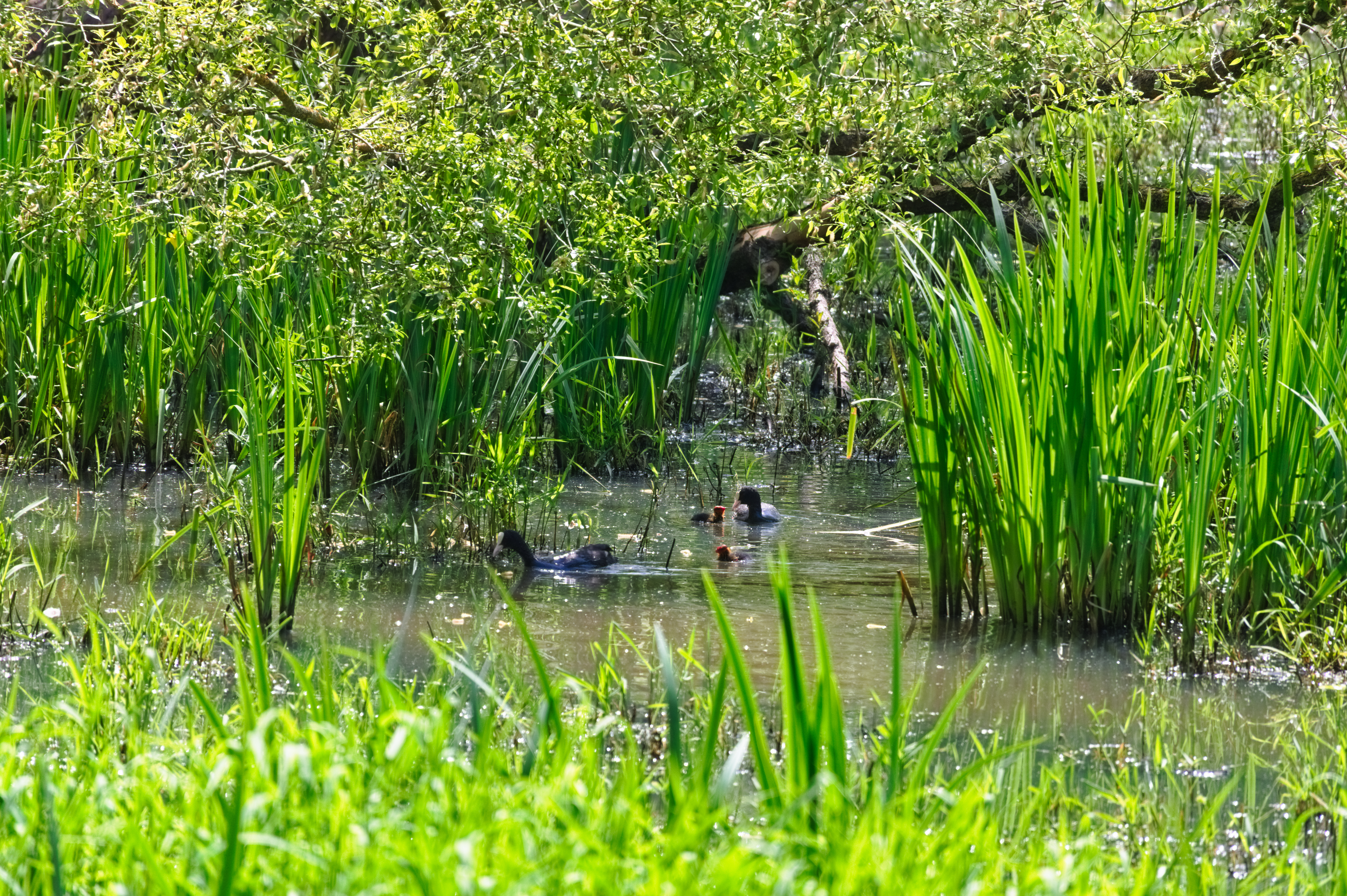
Feuchtwiese mit Blässhühnern im Naturschutzgebiet

Die Fauna des Naturschutzgebietes umfasst zahlreiche feuchtraumliebende Tierarten. Hierzu gehören der Sumpfrohrsänger (Acrocephalus palustris), der Stieglitz (Carduelis carduelis), die Dorngrasmücke (Sylvia communis), der Gelbspötter (Hippolais icterina), Eisvögel (Alcedo atthis) und die Wasseramsel (Cinclus cinclus). Aber auch die Gebirgsstelze (Motacilla cinerea) und der Kleinspecht (Dendrocopos minor) finden hier ein geeignetes Biotop. Außerdem bietet das Naturschutzgebiet Indetal für seltene Heuschreckenarten wie die Kleine Goldschrecke (Euthystira brachyptera), den Sumpfgrashüpfer (Chorthippus montanus) oder die Sumpfschrecke (Stethophyma grossum, syn. Mecostethus grossus) einen Lebensraum. Im Bachlauf leben neben der Bachforelle das Bachneunauge, Teichmolche (Triturus vulgaris) sowie die Gelbbauchunke (Bombina variegata) und die Ringelnatter (Natrix natrix).
Im Naturschutzgebiet findet man den Baumfalken (Falco subbute), den Schwarzmilan (Milvus migrans) und auch den Steinkauz (Athene noctua).

## Flora
Das Naturschutzgebiet zeichnet sich durch Grünland- und Flachmoorstrukturen aus. Die Feuchtgebiete verfügen über reichhaltige Sumpfdotterblumenwiesen, Braunseggenrieder, Großseggenrieder sowie Schwertlilienbestände. Vereinzelt finden sich hier Orchideen. Bärlauch gehört ebenfalls zu den noch häufig angetroffenen Pflanzen.
Den mäandrierenden Bachlauf säumen Erlenbruchwälder. Noch existierende Pappelbestände werden gefällt und durch standortgerechte Erlen und Weiden ersetzt.
Alte Obstbaumbestände bieten Höhlenbrütern ideale Brutmöglichkeiten.

## Bewirtschaftung
Zum Schutz der Feuchtwiesen wurde ein Teil des Gebietes in den Jahren 1992 bis 1995 vom NABU erworben. Die Bewirtschaftung erfolgt extensiv, das heißt durch Beweidung mit Schafen und Schottischen Hochlandrindern, Handmahd der Grasflächen und angepasste Heckenpflege.